# Новосимбирский сельсовет
Новосимбирский сельсовет — административно-территориальная единица Кувандыкского района Оренбургской области России.
Административный центр — село Новосимбирка.

## История
В 2006—2016 гг. составлял одноимённое муниципальное образование Новосимбирский сельсовет со статусом сельского поселения, упразднённое после объединения всех муниципальных образований бывшего муниципального района в Кувандыкский городской округ.

## Население
| 2010 | 2012 | 2013 | 2014 | 2015 |
| ---- | ---- | ---- | ---- | ---- |
| 699  | ↘662 | ↘639 | ↘608 | ↘598 |

## Населённые пункты
Новосимбирский сельсовет включает 4 сельских населённых пункта:
- село Новосимбирка (основано в 1880-х годах),
- село Сарбай,
- село Чукари-Ивановка,
- посёлок Федосеевка.